# Buckaroo Blues
Buckaroo Blues est le titre d'un album des Residents.

## Titres
1. Buckaroo Blues
  1. Theme from Buckaroo Blues
  2. Stampede
  3. Trail Dance
  4. Bury Me Not
  5. Cowboy Waltz
  6. Saddle Sores
  7. Theme from Buckaroo Blues (Reprise)
2. Land of a Thousand Dances/Double Shot
3. God in Three Persons' Over